# Liste der Vereine im VVDSt
Die Liste der Vereine im VVDSt dient der Übersicht über die Mitgliedsbünde im Verband der Vereine Deutscher Studenten (VVDSt).
Alle Vereine tragen keine Farben und sind nichtschlagend; sie führen die Farben schwarz-weiß-rot (farbenführend), nur der VDSt zu Wien "Philadelphia" trägt die Farben schwarz-rot-gold mit rosa Perkussion.

## Aktive Vereine
Aufgeführt sind die aktiven Vereine. Die Sortierung erfolgt alphabetisch nach Hochschulort.
| Name                                           | Ort               | Land | Gründung  | Wappen | Zirkel | Anmerkungen |
| ---------------------------------------------- | ----------------- | ---- | --------- | ------ | ------ | ----------- |
| VDSt Aachen-Breslau II                         | Aachen            | DE   | 1920      |        |        |             |
| VDSt Berlin & Charlottenburg                   | Berlin            | DE   | 1881      |        |        |             |
| VDSt Bielefeld                                 | Bielefeld         | DE   | 1985      |        |        |             |
| VDSt zu Bonn                                   | Bonn              | DE   | 1882      |        |        |             |
| VDSt Braunschweig                              | Braunschweig      | DE   | 1898      |        |        |             |
| VDSt Bremen                                    | Bremen            | DE   | 1993      |        |        |             |
| VDSt Breslau-Bochum                            | Bochum            | DE   | 1966      |        |        |             |
| VDSt Clausthal                                 | Clausthal         | DE   | 1903      |        |        |             |
| VDSt Dresden                                   | Dresden           | DE   | 1895      |        |        |             |
| VDSt Erlangen                                  | Erlangen          | DE   | 1881      |        |        |             |
| Akademische Verbindung Frankfurt-Sachsenhausen | Frankfurt am Main | DE   | 1914      |        |        |             |
| VDSt Freiberg                                  | Freiberg          | DE   | 1922      |        |        |             |
| VDSt Freiburg                                  | Freiburg          | DE   | 1901      |        |        |             |
| VDSt Fünfkirchen                               | Pécs              | HU   |           |        |        |             |
| VDSt Gießen                                    | Gießen            | DE   | 1891      |        |        |             |
| VDSt Göttingen                                 | Göttingen         | DE   | 1884      |        |        |             |
| VDSt Graz                                      | Graz              | AT   | 1876      |        |        |             |
| VDSt zu Greifswald                             | Greifswald        | DE   | 1881      |        |        |             |
| VDSt Halle-Wittenberg                          | Halle             | DE   | 1881      |        |        |             |
| VDSt Hannover                                  | Hannover          | DE   | 1881      |        |        |             |
| VDSt zu Heidelberg                             | Heidelberg        | DE   | 1882      |        |        |             |
| VDSt Innsbruck                                 | Innsbruck         | AT   | 1921      |        |        |             |
| VDSt Karlsruhe                                 | Karlsruhe         | DE   | 1957      |        |        |             |
| VDSt Kiel                                      | Kiel              | DE   | 1881      |        |        |             |
| VDSt Köln                                      | Köln              | DE   | 1920      |        |        |             |
| VDSt Königsberg-Mainz                          | Mainz             | DE   | 1885      |        |        |             |
| VDSt Leipzig                                   | Leipzig           | DE   | 1855      |        |        |             |
| VDSt Leoben                                    | Leoben            | AT   | 1919      |        |        |             |
| VDSt Linz                                      | Linz              | AT   |           |        |        |             |
| VDSt Magdeburg                                 | Magdeburg         | DE   |           |        |        |             |
| VDSt Mannheim                                  | Mannheim          | DE   | 1953      |        |        |             |
| VDSt Marburg                                   | Marburg           | DE   | 1886      |        |        |             |
| VDSt München                                   | München           | DE   | 1885      |        |        |             |
| VDSt Münster                                   | Münster           | DE   | 1902      |        |        |             |
| VDSt Osnabrück                                 | Osnabrück         | DE   | 1993      |        |        |             |
| VDSt Straßburg-Hamburg-Rostock                 | Hamburg           | DE   | 1883      |        |        |             |
| VDSt zu Tübingen                               | Tübingen          | DE   | 1883      |        |        |             |
| VDSt zu Wien "Philadelphia"                    | Wien              | AT   | 1881      |        |        |             |
| VDSt Würzburg-Jena                             | Würzburg          | DE   | 1919/1903 |        |        |             |